# Venczel Valentin
Venczel Valentin (Nagybecskerek, 1952. június 17. –) Aase-díjas vajdasági magyar színművész, rendező, színigazgató.

## Életpályája
1952-ben született a vajdasági Nagybecskereken. Általános és középiskolai tanulmányait itt végezte. Később kőfaragóként dolgozott. Diplomáját 1978-ban szerezte az újvidéki Művészeti Akadémián, ahol 1974-től tanult. 1978-1991 között, kétéves kihagyással (1984-1986) az Újvidéki Színház tagja volt. 1987-ben alapító tagja volt a topolyai Tájszínháznak. 1989-1991 között párhuzamosan a kaposvári Csiky Gergely Színházban is játszott. 1991-2013 között az egri Gárdonyi Géza Színház színművésze volt. 2013-tól az Újvidéki Színház igazgatója.
Magyar Speciális Művészeti Műhely ügyvezető igazgatója 2 és fél évig. Tanított Egerben a színészképző stúdióban két évig, majd az Eszterházy Károly Tanárképző Főiskola külsős tanára 1998-tól 2004-ig. 2004 és 2006 között speciális kollégiumot tartott a Corvinuson. Mostanság alkalmi tréningeket tart üzleti és politikai kommunikáció területén. Rendez is.

## Fontosabb színházi szerepei
- Fedotyik (Csehov: Három nővér)
- Jean (Strindberg: Júlia kisasszony)
- Heinz (Kroetz: Felső-Ausztria)
- Patikárius János (Kosztolányi Dezső–Harag György: Édes Anna)
- Jasa (Csehov: Cseresznyéskert)
- Clavigo (Goethe)
- Ivan Vasziljevics Bunsa (Bulgakov: Iván, a rettentő)
- Vak Bottyán (Tolnai O.: Paripacitrom)

## Filmes és televíziós szerepei
- Dögkeselyű (1982)
- Keresünk egy jobb hajót (1988)
- Szinglik éjszakája (2010)
- Fapad (2014)
- A martfűi rém (2016)

## Díjai és kitüntetései
- Gárdonyi-gyűrű (3 alkalommal), Az évad legjobb férfi színésze (2 alkalommal)
- Napsugár-díj
- Heves Megyei Kritikusok Díja
- Páholy-díj
- Az évad művésze Egerben (2004)
- Eger város művészeti nívódíj (2005)
- Aase-díj (2010)